# がけ崩れ

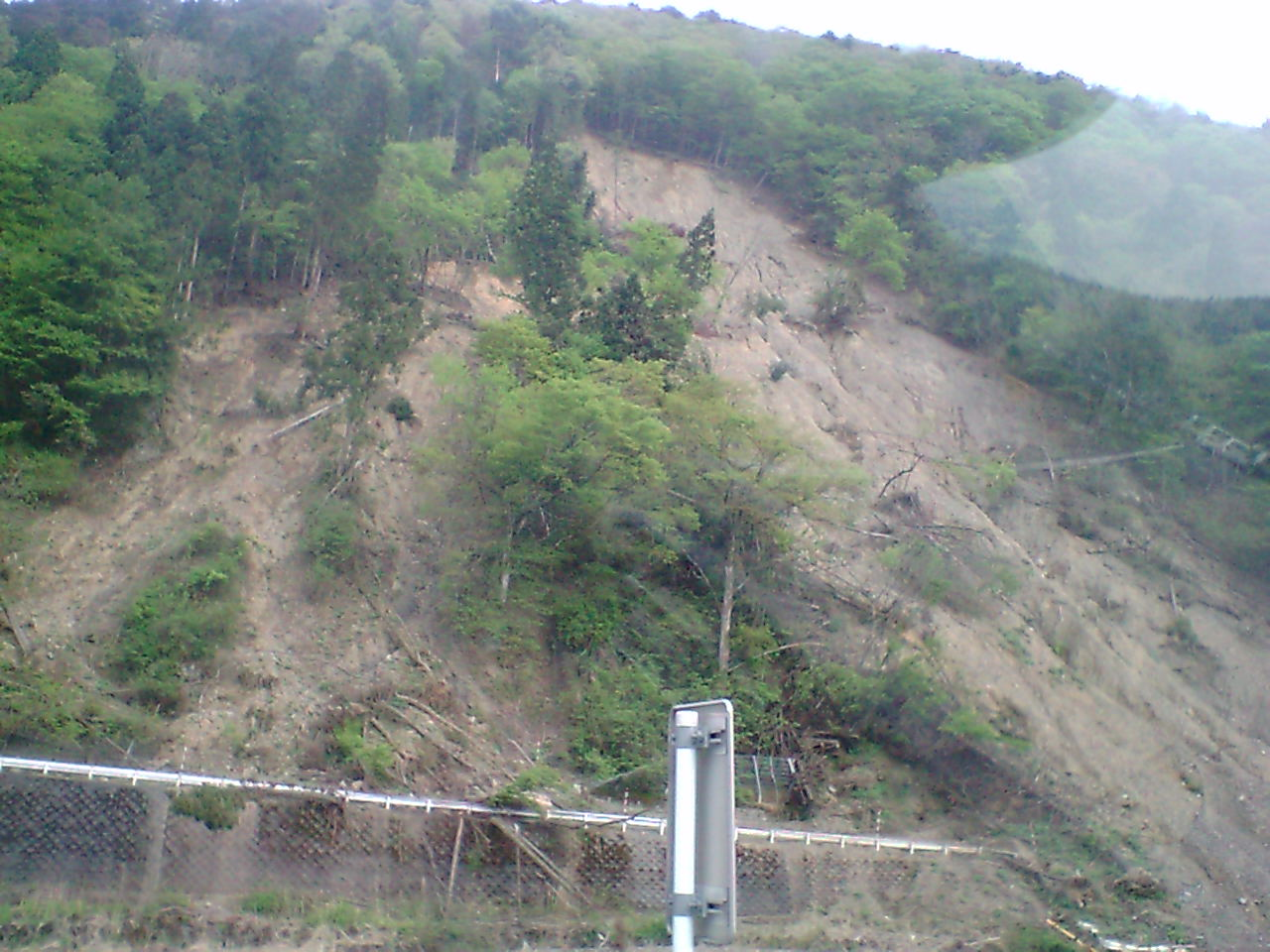
がけ崩れ

がけ崩れ（がけくずれ）とは、斜面上の土砂や岩塊が安定性を失って崩落する現象。斜面変動の一種。また、土砂災害であり斜面崩壊の一種。一般的に、明瞭なすべり面を持つ崩壊（地すべり）や人工的に造成された斜面で発生するがけ崩れは対象外として扱われる。

## 定義
地質学で用いられる斜面変動の分類はD.J.ヴァーンズによる分類が基礎となっている。
B.W.ピプキンとD.D.トレントによる斜面変動の分類では、移動速度の極めて速いものを崩落（Fall）とし、岩石の崩落を岩石崩落（Rock fall）、粗粒土の崩落を落石（Debris fall）、細粒土の崩落をがけ崩れ（Earth fall）に分類している。

## 発生原因
主に地中の水分によって土の抵抗力が弱まり、集中豪雨や地震などをきっかけに急激に斜面が崩落することをいう。

## 対策
がけ崩れの対策として、法面の整形、落石防止網、落石防止柵、モルタルの吹き付け工事などが行われる。
土留柵工表土層の崩壊を防止するため斜面に鋼製の柵を打ち込み、侵食土砂の流出を防止するため地上部に柵を設置する工法。
法枠工斜面にコンクリート製の枠を設置して枠内には植生等を行うことで侵食や風化を防ぐ工法。
擁壁工斜面の下にコンクリート壁を作って下部からの崩壊を防ぐとともに上部からの土砂を食い止める工法。
日本では、国土交通省の補助事業である急傾斜地崩壊対策事業などや農林水産省の補助事業である民有林治山事業などが行われるほか、中小規模の崩壊に対しては市町村の単独事業が対策として講じられる。公共事業については、土砂災害の危険性の高い場所に居住する住民側にも負担を求めるべきという考えから、分担金の拠出が求められることもある。また、国や自治体が土木工事的な手法によらず、土砂災害防止法に基づき、住宅建設の規制や移転を住民側に求めることもある。